# Alcis nigrofasciaria
Alcis nigrofasciaria là một loài bướm đêm trong họ Geometridae.